# 昭徳会
座標: 北緯35度8分45.3秒 東経136度57分4.1秒 / 北緯35.145917度 東経136.951139度

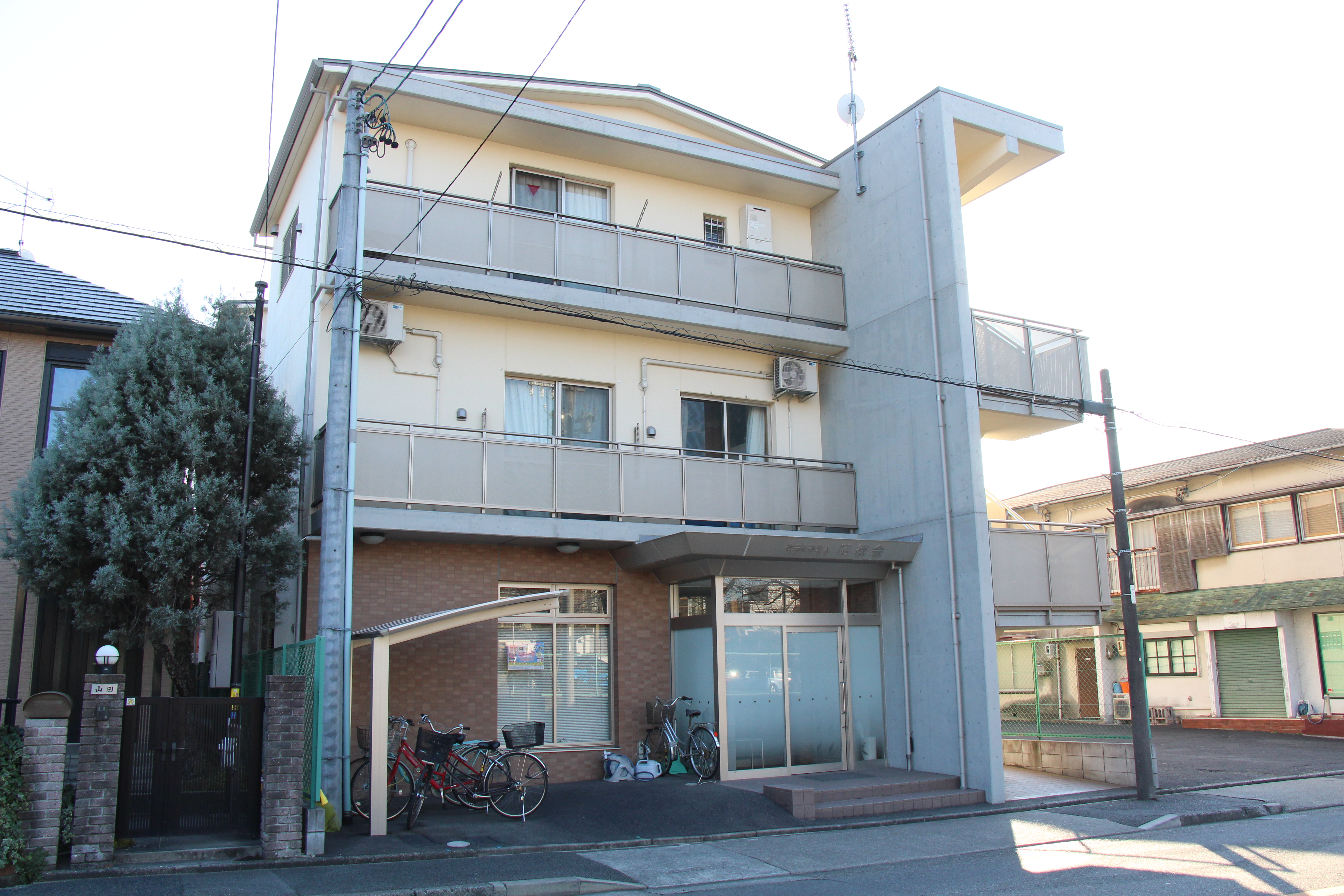
社会福祉法人昭徳会本部の外観

社会福祉法人昭徳会（しょうとくかい）は、愛知県名古屋市昭和区駒方町4-10に本部がある社会福祉法人である。愛知県内に、保育園、児童養護施設、特別養護老人ホーム、障害者支援施設等を運営し、愛知県内の社会福祉法人として長い伝統と実績がある。関連法人に宗教法人法音寺、学校法人日本福祉大学がある。

## 概略
明治42年の名古屋市で民間の法華経行者・宗教家の杉山辰子によって設立された仏教感化救済会が前身。同会では、法華経の思想に基づき、精神的救済（宗教信仰による心のケア）と生命的救済（身体的介護、生活支援、施設入所など）を行った。1932年（昭和7年）に杉山辰子が死去すると、1934年（昭和9年）に財団法人大乗報恩会に改組。1937年（昭和12年）に宗教活動を含む社会教化部門は大乗修養団として財団法人化されるが1942年（昭和17年）解散し、再度大乗報恩会に統一された。1943年（昭和18年）京都と愛知県で、宗教団体法違反容疑で幹部が相次いで検挙。その後、東京の一部幹部は府中市の日蓮宗東郷寺に移る（戦後に大乗教会として独立）。大乗報恩会は、宗教行為をしない事を愛知県特高課に誓約し、社会事業団体の昭徳会へ改組改名する。
戦後の1946年（昭和21年）に昭徳会の鈴木修学が日蓮宗で得度し宗教活動を再開。1947年（昭和22年）日蓮宗昭徳教会を設立。1950年（昭和25年）昭徳教会は法音寺に昇格。鈴木修学が初代住職となる。昭徳会も、鈴木修学の尽力により社会福祉事業の運営施設として発展。1953年（昭和28年）には学校法人法音寺学園(現在の学校法人日本福祉大学)を設立し、中部社会事業短期大学(現在の日本福祉大学)を開学。
事業の分野別変遷としては、創設期の孤児・浮浪児の保護やハンセン病患者保護活動から児童福祉、療養サービス、身体障害者福祉、高齢者福祉そして福祉教育の分野へ拡大されてきた。戦後の日本国憲法の公布と戦後復興の進行により、社会福祉の国民的要望が高まり、従来のハンセン病の患者や浮浪児・虐待児の養護のみならず、障害者支援、高齢者支援へ発展していった。社会福祉人材の質的向上を図るため設立された「中部社会事業短期大学（現在の日本福祉大学）」は、同時期に開設された社会事業短大（東京の「日本社会事業短期大学（現在の日本社会事業大学、厚生労働省系）」と大阪の「大阪社会事業短期大学（現在の大阪府立大学）」）の一つとして並び称されたが、この学校は他の2校と違って、純粋に民間で設立された学校である。
なお、日本福祉大学とは、提携関係、姉妹関係にあり、人事交流や高浜市における事業の展開の共同運営を行ったり、同大学の実習、研究推進などで協力している。同大学の卒業生である中日ドラゴンズの浅尾拓也投手が児童養護施設駒方寮を訪問している。

## 基本理念・基本方針
法華経を基盤とした、理念の下、人々の「幸せ（福祉）」を実現するための活動を推進する法人という考え方を持っている。
経営理念…「幸福（しあわせ）」
釈迦尊が唱えた「一切衆をして、我が如く等しくして異なることを無からしめんと欲しき」という金言を精神的根源として、高く・清き信念に根をおろした、福祉を実践する場でありたいと願っている。
創立者の鈴木修学師が興した宗教法人法音寺の理念『三徳（慈悲、至誠、堪忍）の実行により健全な人格を養う』という考えを根底において運営している。さらに、本法人設立時に基本理念として掲げた『人は皆、かけがえのない生命を有しており、“ 徳を昭らかにし、徳を以って世間を照らす ”（＝昭徳）』を基本理念としている。なお、本法人のホームページでは『職員の一人ひとりが、社会福祉の専門家としてはもちろん、三徳の実行を通して、すべての人の幸福を目指し、福祉の発展に努めていく。』と説明している。
基本方針
1. ひとりひとりに、思いやりの心を持って接します
2. ひとりひとりを尊重し、その人に合った支援、援助をします
3. ひとりひとりを大切に、まごころで接します
4. わたしたちは、すべての人の幸福を目指し、たゆまなく援助技術の向上に努めます
5. わたしたちは、お互いに助け合い、よりよい生活ができるよう努めます

## 歴史
- 1909年（明治42年） 宗教家の杉山辰子が、法華経の理念・本義に則り、「慈悲」「至誠」「堪忍」の精神（三徳）を根底に置き、宗教活動と救済活動を行うため、「仏教感化救済会」を創設し、貧民の救済並びに施療等の事業を開始。
- 1912年（明治45年）仏教感化救済会が、「育児院」を設置し、貧児・浮浪児・孤児・被虐待児らの養護を開始（現在の児童養護施設に当たる）
- 1915年（大正4年） 杉山会長が、東京巣鴨のハンセン病（ライ病）治療専門病院に出向し、1年間にわたり物質的、精神的援助を実施
- 1917年（大正6年） 仏教感化救済会が、名古屋市東区に病舎を建設し、ハンセン病患者を収容し援助を行う
- 1918年（大正7年） 杉山会長が静岡県御殿場の復生病院に出向し、ハンセン病患者の救済を行う
- 1922年（大正11年）の深川水難、1923年（大正12年）の関東大震災では、杉山辰子が先頭に立って救援活動に当たる。
- 1924年（大正13年） 鈴木修一郎（後の鈴木修学）仏教感化救済会に入会。
- 1928年（昭和3年） 仏教感化救済会が、生の松原（福岡県福岡市西区）の「ライ病療養所」にて救済活動を行う
- 1929年（昭和4年） 救済会の教化部門として「仏教修養団」設立。
- 1930年（昭和5年） 仏教感化救済会が、生の松原の「ライ病療養所」を身延・深敬病院に委譲
- 1931年（昭和6年） 「仏教修養団」を「仏教感化修養団」と改名。
- 1932年（昭和7年） 社会事業施設「千種寮」を開設、虐待児及び軽度ハンセン病患者を収容し援助を行う
  - 杉山辰子仏教感化救済会会長が逝去
  - 「仏教感化救済会」、組織強化のため宗教・教化部門を「仏教感化修養団」を「仏教樹徳修養団」と改名、慈善事業・社会事業（要援護者の保護・支援）部門「大乗報恩会」とに分離改組
- 1933年（昭和8年）　名古屋市外の猪高村藤森（現在の名東区）に大仏殿建立。基壇下に杉山辰子の遺骨を納める。
- 1934年（昭和9年） 大乗報恩会、財団法人設立認可を受けて改組、理事長に村上斎（医師）を迎える。「育児院」を廃止し大仏殿隣接地に養護施設「明徳寮」を開設。
- 1936年（昭和11年） 大乗報恩会本部事務所を駒方町（現在地）に移転。孤児と病弱児を支援する施設の「千種寮」と「明徳寮」を統合して、孤児院「駒方寮」として開設
- 1937年（昭和12年） 保育所「駒方保育園」を開設。仏教樹徳修養団が財団法人認可を受け、「大乗修養団」と改称の上財団法人化。同年5月に名古屋市駒方町に大乗会館を建立し本部移転。
- 1939年（昭和14年） 「駒方診療所」を開設
- 1942年（昭和17年）　財団法人大乗修養団を解散し大乗報恩会に再統合。
- 1943年（昭和18年）　2月宗教団体法違反容疑で京都特高警察により数名の幹部が検挙。4月名古屋駒方の大乗報恩会本部が愛知県警察により捜索。鈴木修学ら3名の幹部が詐欺と人心惑乱容疑で検挙（のちに起訴猶予釈放）。東京支部と三河支部の幹部らが脱会し、府中市の日蓮宗東郷寺に移る（戦後に大乗教会として独立。現在の大乗教。本部は名古屋市熱田区）
- 1944年（昭和19年） 財団法人大乗報恩会を「財団法人昭徳会」と改称
- 1946年（昭和21年） 姉妹法人の「仏教慈悲会」により運営されていた孤児院「名古屋養育院」（1891年（明治24年） 開設）の事業・経営を継承
- 1947年（昭和22年） 村上斎理事長逝去に伴い、鈴木修学（本名：鈴木修一郎）理事長就任。
  - 鈴木修学理事長が旧大乗修養団本部大乗会館を本堂に「日蓮宗昭徳教会」を設立（主管者は森泰淳）。
  - 「財団法人昭徳会」を「社会福祉法人昭徳会」へと改組。
  - 児童福祉法の成立により、孤児院の名古屋養育院や駒方寮が「養護施設（現在の児童養護施設）」へ移行。
- 1949年（昭和24年） 知的障害児施設「八事少年寮」の事業・経営を継承[8]
- 1950年（昭和25年） 安城市に保育所「光徳寺保育園（現在の光徳保育園）」を開設。7月に昭徳教会から法音寺(ほうおんじ)へ寺号変更
- 1952年（昭和27年） 社会福祉事業法の施行に伴い、財団法人から社会福祉法人へ改組。法音寺を財団法人から宗教法人へ改組。司法保護施設（教護院、現在の児童自立支援施設）「光明寮」を開設
- 1953年（昭和28年） 司法保護施設「光明寮」を児童福祉法による養護施設（現在の児童養護施設）に種別変更。同年2月学校法人法音寺学園（現在の学校法人日本福祉大学）を設立。同年4月に中部社会事業短期大学を開学
- 1957年（昭和32年） 4月中部社会事業短期大学を4年制大学の日本福祉大学に移行
- 1958年（昭和33年） 養護施設「光明寮」を児童福祉法による知的障害児施設に種別変更
- 1962年（昭和37年） 鈴木修学理事長逝去に伴い、鈴木宗音が理事長に就任
- 1965年（昭和40年） 「八事少年寮」と「光明寮」を統合し「三好学園（現在の小原学園）」を開設
- 1966年（昭和41年） 法人本部、駒方診療所、駒方寮を移転、新築
- 1967年（昭和42年） 名古屋養育院を新築
- 1971年（昭和46年） 光徳寺保育園を新築
- 1981年（昭和56年） 知的障害者更生施設「三好寮（現在の小原寮）」を開設
- 1982年（昭和57年） 駒方保育園を新築
- 1986年（昭和61年） 自閉症児・者療育施設（知的障害者更生施設）「泰山寮」を開設
- 1989年（平成元年） 特別養護老人ホーム「安立荘」を開設
  - 知的障害者地域生活援助事業「グループホーム」を開設
- 1990年（平成2年） 泰山寮ショートステイ事業を開始
- 1991年（平成3年） 児童福祉法の規定による自立援助ホーム「慈泉寮」を開設
- 1993年（平成5年） 特別養護老人ホーム「高浜安立荘」を開設、ディサービスセンター（B型）・在宅介護支援センター併設
- 1994年（平成6年） 高浜安立荘にディサービスセンター（E型）を追加
- 1996年（平成8年） 軽費老人ホーム「ケアハウス高浜安立」を開設
  - 高浜市三河高浜駅前開発事業に伴い、日本福祉大学と高浜市と共同で「いきいき広場事業」に参画。福祉サービス窓口「在宅介護支援センターいきいき広場」を設置[9]
- 1997年（平成9年） 自立援助ホーム「慈泉寮」移転、新築
- 1998年（平成10年） 高浜市の無認可授産所を継承し、知的障害者通所授産施設「授産所高浜安立」を新築開設
  - 児童福祉法改正により、「名古屋養育院」と「駒方寮」が、「養護施設」が「児童養護施設」に移行。
- 1999年（平成11年） 児童養護施設「名古屋養育院」を移転、新築
- 2000年（平成12年） 高浜市から移管を受け、養護老人ホーム「高浜安立」、ディサービスセンター併設を開所
  - 介護保険法施行に伴い、特別養護老人ホーム・デイサービスセンター等が介護保険事業所となる
  - 居宅介護支援事業所「高浜安立荘」を開設
- 2001年（平成13年） 児童家庭支援センター「地域子ども相談室・子ども家庭支援センターさくら」を開所（名古屋養育院併設）
  - 知的障害者地域生活援助事業 「グループホーム高浜安立」開設
  - 高齢者生活福祉センター「生活支援ハウス高浜安立」開設
- 2002年（平成14年） 高浜安立荘デイサービスセンター（B型）と同荘デイサービスセンター（E型）を統合
- 2003年（平成15年） 特別養護老人ホーム「小原安立」（「認知症高齢者グループホーム小原安立」併設）開設
  - 姉妹法人の「学校法人法音寺学園」の法人名称を「学校法人日本福祉大学」に変更。
- 2004年（平成16年） 知的障害者地域生活援助事業 「のぞみホーム」移転
- 2005年（平成17年） 小原福祉ビレッジ開設。
  - 知的障害児施設「小原学園」開設（愛知県立三好学園の愛知県からの受託事業廃止により移転新築）
  - 知的障害者更生施設「小原寮」開設（愛知県三好寮の愛知県からの受託事業廃止により移転新築）
  - 高齢者短期入所生活介護事業「いこいの宿高浜安立」開設
- 2006年（平成18年） 地域小規模児童養護施設「ドミトリー駒方」開設（バックアップ施設:駒方寮）
  - 地域小規模児童養護施設「ドミトリー南風」開設（バックアップ施設:名古屋養育院）
  - 介護保険法改正により、在宅介護支援センター(高浜安立荘・いきいき広場)を廃止
  - 障害者自立支援法施行により、各障害者福祉法の施設が新法による施設に移行。順次同法による新体系の施設に移行することとなる。
- 2007年（平成19年） 保育所「光徳寺保育園」の建物老朽に伴い、安城駅前に「光徳保育園」を移転新築。
- 2009年（平成21年） 三好町の委託を受け（公設民営）保育所「天王保育園」の運営を開始。
- 2010年（平成22年） ケアハウス高浜安立を特定施設入所者介護の対象施設に移行。診療所「駒方診療所」の事業を廃止。
  - 11月 児童養護施設「駒方寮」と同施設の2階にあった法人本部を移転（施設と法人本部は別の場所となった）。
- 2011年（平成23年）1月 姉妹法人の「社会福祉法人大阪昭徳会」を吸収合併。自閉症児者療育施設（知的障害者更生施設）「泰山寮」を障害者自立支援法による障害者支援施設へ移行。鈴木宗音から鈴木正修に理事長が交代。地域小規模児童養護施設「ドミトリー駒方」を移転、新築。
- 2012年（平成24年）4月　知的障害者更生施設「小原寮」と知的障害者通所授産所「授産所高浜安立」を、障害者自立支援法による新体系へ移行（前者は障害者支援施設、後者は、障害者就労移行支援・就労継続支援事業所）。
- 2012年（平成24年） 創立百周年を迎える。同年7月20日記念式典を開催し、CI(サービスマーク)を制定。